# Садад (нохія)
Садад (араб. ناحية صدد) — нохія у Сирії, що входить до складу району Хомс провінції Хомс. Адміністративний центр — м. Садад.
| Сирія | Це незавершена стаття з географії Сирії. Ви можете допомогти проєкту, виправивши або дописавши її. |